# Bicuaternión dividido
En matemáticas, un bicuaternión dividido es un número hipercomplejo de la forma
{\displaystyle q=w+x\mathrm {i} +y\mathrm {j} +z\mathrm {k} ,}
donde w, x, y y z son números complejos hiperbólicos e i, j y k se multiplican como en el grupo cuaterniónico. Dado que cada coeficiente w, x, y, z abarca dos dimensiones reales , el bicuaternión dividido es un elemento de un espacio vectorial de ocho dimensiones. Considerando que conlleva una multiplicación, este espacio vectorial es un álgebra sobre el cuerpo real, o un álgebra sobre un anillo donde los números complejos divididos forman el anillo. Esta álgebra fue introducida por William Kingdon Clifford en un artículo de 1873 para la London Mathematical Society. Desde entonces, se ha señalado repetidamente en la literatura matemática, como una desviación en la terminología, una ilustración del producto tensorial de álgebras y como una ilustración de la suma directa de álgebras.
Los algebristas han identificado los bicuaterniones divididos de diversas formas; consúltese la sección Sinónimos que figura más adelante.

## Definición moderna
Los bicuaterniones divididos guardan un isomorfismo de anillo con respecto al álgebra de Clifford Cl0,3(R), el álgebra geométrica generada por tres direcciones de base unitaria imaginaria ortogonal, {e1, e2, e3} según la regla de combinación
{\displaystyle e_{i}e_{j}={\begin{cases}-1&i=j,\\-e_{j}e_{i}&i\neq j\end{cases}}}
dando un álgebra abarcada por los 8 elementos básicos {1, e1, e2, e3, e1e2, e2e3, e3e1, e1e2e3}, con (e1e2)2 = (e2e3)2 = (e 3e1)2 = −1 y ω2 = (e1e2e3)2 = +1.
La subálgebra abarcada por los 4 elementos {1, i= e1, j= e2, k= e1e2} es la anillo de división de la cuaternión, H= Cl0,2(R) de Hamilton. Por lo tanto, se puede ver que
{\displaystyle \mathrm {Cl} _{0,3}(\mathbf {R} )\cong \mathbf {H} \otimes \mathbf {D} }
donde D= Cl1,0(R) es el álgebra abarcada por {1, ω}, el álgebra de los números complejos hiperbólicos.
De manera equivalente,
{\displaystyle \mathrm {Cl} _{0,3}(\mathbf {R} )\cong \mathbf {H} \oplus \mathbf {H} .}

## Grupo de los bicuaterniones divididos
Los bicuaterniones divididos forman un anillo asociativo como se desprende claramente al considerar multiplicaciones en su base {1, ω, i, j, k, ωi, ωj, ωk}. Cuando ω se une al grupo cuaterniónico se obtiene un grupo de 16 elementos
( {1, i, j, k, −1, −i, −j, −k, ω, ωi, ωj, ωk, −ω, −ωi, −ωj, −ωk}, ×).

## Módulo
Dado que los elementos {1, i, j, k} del grupo cuaterniónico se pueden tomar como base del espacio de bicuaterniones divididos, se pueden comparar con un espacio vectorial. Pero los números complejos divididos forman un anillo, no un cuerpo, por lo que el término "espacio vectorial" no es apropiado. Más bien, el espacio de los bicuaterniones divididos forma un módulo libre. Este término estándar de la teoría de anillos expresa una similitud con un espacio vectorial, y esta estructura de Clifford en 1873 es un ejemplo. Los bicuaterniones divididos forman un álgebra sobre un cuerpo, pero no un anillo de grupo.

## Suma directa de dos anillos de cuaterniones
La suma directa del anillo de división de los cuaterniones consigo mismo se denota como {\displaystyle \mathbf {H} \oplus \mathbf {H} }. El producto de dos elementos {\displaystyle (a\oplus b)} y {\displaystyle (c\oplus d)} es {\displaystyle ac\oplus bd} en esta álgebra de suma directa.
Proposición: El álgebra de los bicuaterniones divididos es isomorfa a {\displaystyle \mathbf {H} \oplus \mathbf {H} .}
Demostración: Cada bicuaternión dividido tiene una expresión q = w + z ω donde w y z son cuaterniones y ω2 = +1. Ahora bien, si p = u + v ω es otro bicuaternión dividido, su producto es
{\displaystyle pq=uw+vz+(uz+vw)\omega .}
La aplicación isomorfa de bicuaterniones divididos sobre {\displaystyle \mathbf {H} \oplus \mathbf {H} } viene dada por
{\displaystyle p\mapsto (u+v)\oplus (u-v),\quad q\mapsto (w+z)\oplus (w-z).}
En {\displaystyle \mathbf {H} \oplus \mathbf {H} }, el producto de estas imágenes, según el álgebra-producto de {\displaystyle \mathbf {H} \oplus \mathbf {H} } indicado anteriormente, es
{\displaystyle (u+v)(w+z)\oplus (u-v)(w-z).}
Este elemento también es la imagen de pq bajo la aplicación sobre {\displaystyle \mathbf {H} \oplus \mathbf {H} .}
Así, los productos concuerdan, la aplicación es un homomorfismo; y como es biyectiva, es un isomorfismo.
Aunque los bicuaterniones divididos forman un espacio de ocho dimensiones como los bicuaterniones de Hamilton, sobre la base de la Proposición es evidente que este álgebra se divide en la suma directa de dos copias de los cuaterniones reales.

## Bicuaternión de Hamilton
Los bicuaterniones divididos no deben confundirse con los bicuaterniones (ordinarios) introducidos previamente por William Rowan Hamilton. Los bicuaternión de Hamilton son elementos del álgebra
{\displaystyle \mathrm {Cl} _{2}(\mathbf {C} )=\mathbf {H} \otimes \mathbf {C} .}
{\displaystyle \mathrm {Cl} _{3,0}(\mathbf {R} )=\mathbf {H} \otimes \mathbf {C} .}

## Sinónimos
Los siguientes términos y compuestos se refieren al álgebra de bicuaterniones divididos:
- Bicuaterniones elípticos – Clifford, 1873, Rooney, 2007
- Bicuaterniones de Clifford – Joly, 1902, van der Waerden, 1985
- Dicuaterniones – Rosenfeld, 1997
- {\displaystyle \mathbf {D} \otimes \mathbf {H} } donde D = números complejos hiperbólicos – Bourbaki, 1994, Rosenfeld, 1997
- {\displaystyle \mathbf {H} \oplus \mathbf {H} }, el suma directa de dos álgebras de cuaterniones – van der Waerden, 1985